# Erik Fish
Erik Fish   (Medicine Hat, 19 de maig de 1952) és un nedador canadenc, ja retirat, especialista en esquena, que va competir durant la dècada de 1970.
El 1972 va prendre part en els Jocs Olímpics d'Estiu de Múnic, on va disputar dues proves del programa de natació. Guanyà la medalla de bronze en els 4x100 metres estils, formant equip amb Bruce Robertson, William Mahony i Robert Kasting, mentre en els 100 metres esquena quedà eliminat en sèries. En el seu palmarès també destaquen una medalla de bronze als Jocs de la Commonwealth de 1970 i una altra medalla de bronze a les Universíades de 1973.
Es va retirar el 1973. El 1974 es llicencià a la Universitat Yale i el 1978 es va llicenciar en dret per la Universitat de Toronto.